# 1980년 칸 영화제
제33회 칸 영화제는 1980년 5월 9일부터 1980년 5월 23일까지 열린 영화제이다. 프랑스 칸에서 개최되었다.

## 수상

### 황금종려상
- 카게무샤 - 구로사와 아키라 수상
- 재즈는 나의 인생 - 밥 포시 수상
- 특별한 치료 - 고란 파스칼레비치

### 심사위원대상
- 내 미국 삼촌 - 알랭 레네 수상

### 감독상
- 불변수 - 크지쉬토프 자누쉬 수상

### 여우주연상
- 리프 인 더 다크 - 아누크 에메 수상

### 남우주연상
- 리프 인 더 다크 - 미첼 피콜리 수상